# 304122 Ameliawehlau
304122 Ameliawehlau è un asteroide della fascia principale. Scoperto nel 2006, presenta un'orbita caratterizzata da un semiasse maggiore pari a 2,3572656 au e da un'eccentricità di 0,1904307, inclinata di 0,35789° rispetto all'eclittica.